# Cours Sextius
Pour les articles homonymes, voir Sextius.
Le cours Sextius est une des principales artères de la ville d'Aix-en-Provence.

## Situation et accès
Elle sépare l'ancien quartier du Faubourg du Bourg Saint-Sauveur et constitue une partie de la ceinture périphérique du centre-ville. Elle est réputée pour accueillir l'établissement des thermes, sur le site des anciens thermes romains.
Le cours Sextius est une des artères les plus fréquentées de la ville d'Aix-en-Provence. Une étude menée du 14 au 26 septembre 2000 a révélé que le taux de monoxyde d'azote était en moyenne de 62 μg/m3, sur le cours Sextius, contre 46 sur le boulevard du Roi-René et de 32 sur le cours de l'École d'art.

## Origine du nom
Elle porte le nom du général romain Sextius Calvinus illustre fondateur de la ville.

## Historique

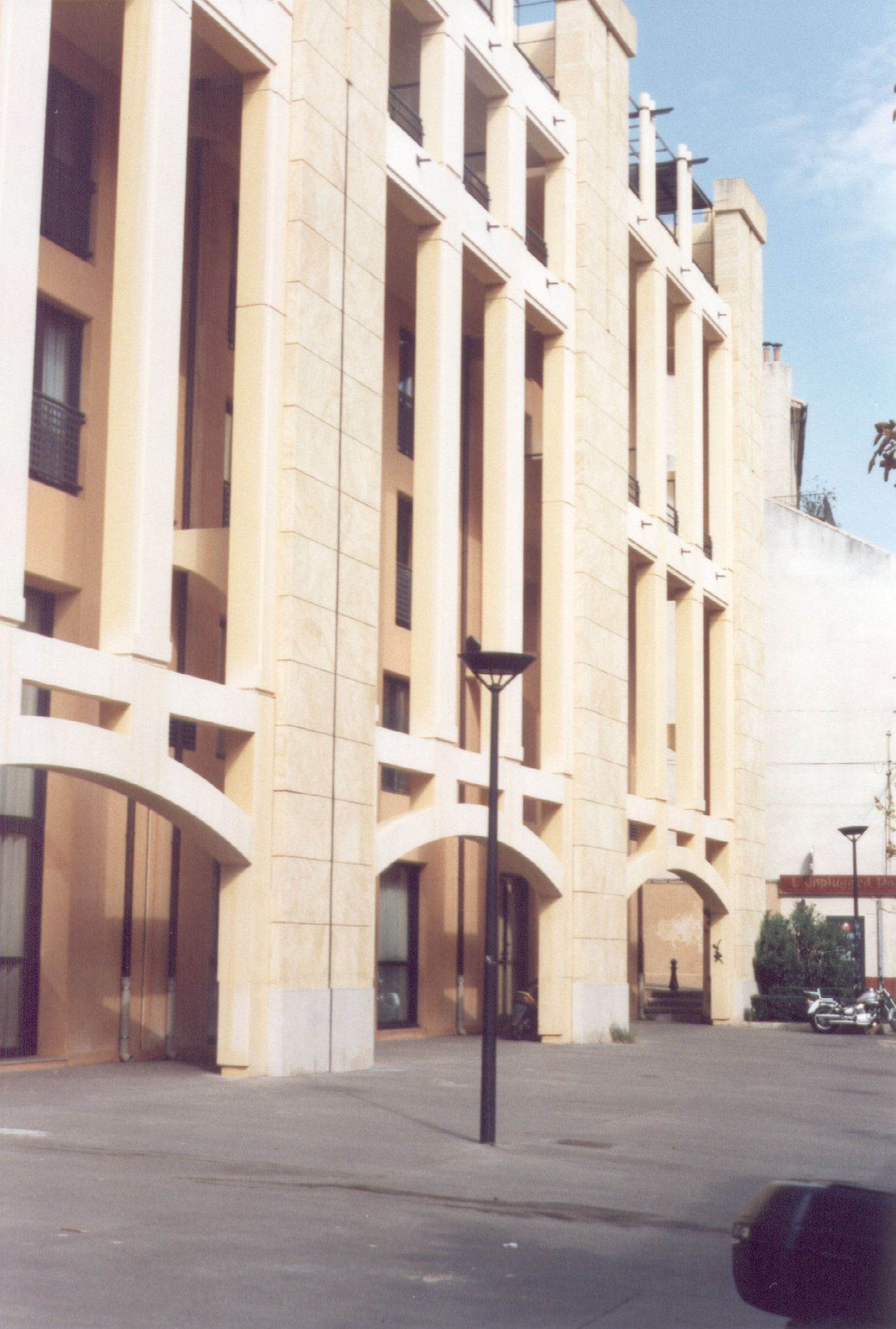
Entrée des thermes de Sextius.

Des recherches archéologiques situées autour des thermes de la ville ont révélé la présence ancienne de thermes romains. C'est ainsi qu'a été mis au jour un autel dédié au dieu gaulois Bormanus, aussi appelé Borvo, dieu des sources chaudes. Ce genre d'autel se situe d'ordinaire dans des thermes romains, ce qui atteste du caractère thermal de la ville d'Aquae Sextiae, mais rappelle aussi que, si la ville est romaine, sa population est gauloise pour l'essentiel et continue de vouer un culte à des divinités celtes.
Le cours Sextius reçoit son nom en 1811. Cette dénomination résolument païenne entre dans l'évolution de la société qui veut en finir avec les noms de saints, au profit de héros plus glorieux et belliqueux. Le nom de Sextius donne une touche de prestige à un ensemble de qualité.
Le cours Sextius est aujourd'hui connu pour l'établissement thermal qu'il abrite. Dès l'époque romaine, les eaux aixoises sont réputées pour leurs vertus médicinales et leurs effets salutaires. Non loin du cours Sextius, dans la rue des Étuves, un nommé Guigon Mayne serait le créateur des thermes modernes, vers 1567.

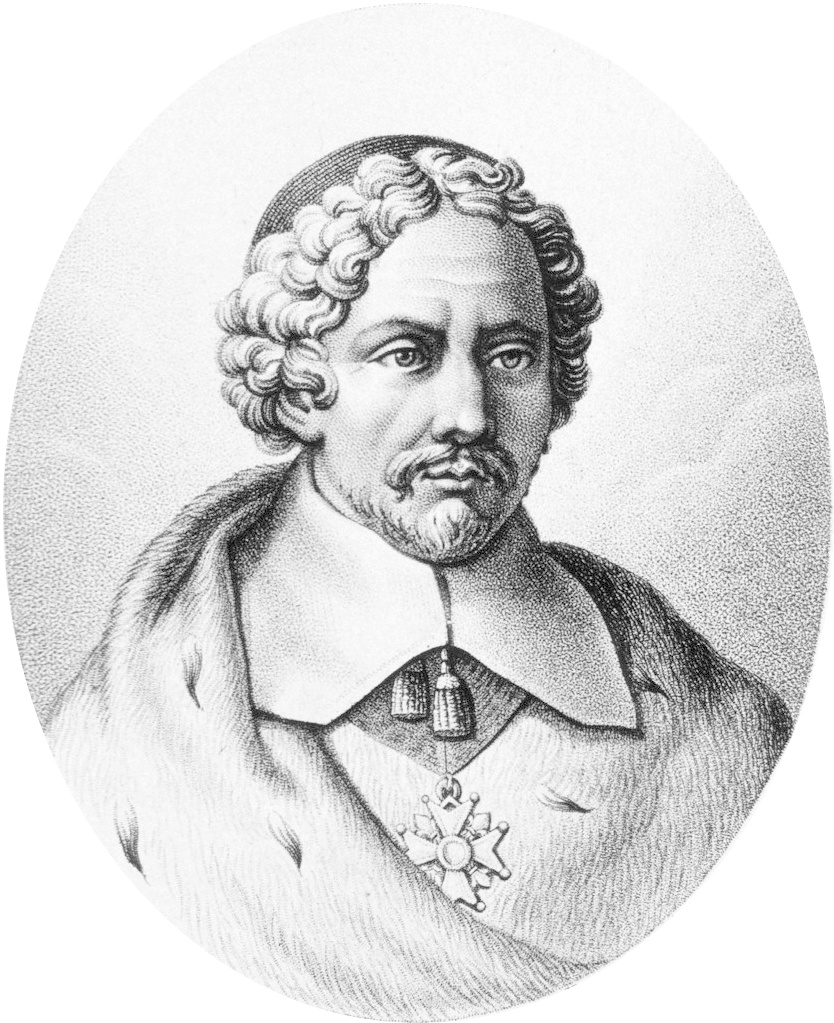
Joseph Pitton de Tournefort.

En 1705, le médecin Lauthier écrit que selon la tradition de l'époque, il n'y a pas plus de 150 ans que « les eaux du quartier de l'Observance servaient à faire des bains ». En 1678, l'historien Joseph Pitton de Tournefort est le premier à avoir associé les thermes au nom de Guigon Mayne.
Au XIXe siècle, le cours Sextius est, aux dires de l'historien Ambroise Roux-Alphéran, « bordé de maisons de commerçants, de commissionnaires de roulage, de charrons, de maréchaux, de forgerons, d’auberges et de cafés ». Il se divise dans sa longueur en deux portions bien distinctes ; la partie nord de la rue était autrefois nommée la rue Cavalette. Les sources de recensement laissent apparaître que dans cette zone vivaient de nombreux plâtriers et tuiliers.
Ses larges trottoirs reçoivent alors l'ombre d'ormes et de platanes. Seuls ces derniers existent toujours aujourd'hui.

## Bâtiments remarquables et lieux de mémoire
Le cours Sextius compte sur son tracé plusieurs monuments intéressants.
- Les thermes.
- L'église Saint-Jean-Baptiste du Faubourg. Cette église est construite en 1691 comme succursale de la paroisse Saint-Sauveur[9]. C'est là que le peintre Paul Cézanne a épousé Hortense Fiquet le 28 avril 1886.
- La fontaine Pascal, décorée d'un joueur de tambour, alimentée par les eaux thermales[10], chaudes et froides[11]. Elle a été offerte à la ville par l'industriel Sylvain Pascal en 1922. Elle se dresse sur l'emplacement d'une fontaine plus ancienne, dénommée « fontaine des Cordeliers[12] ». Ses sculptures sont nombreuses et célèbrent la Provence. Aujourd'hui, la fontaine Pascal est alimentée par l'eau de la ville, et non plus l'eau des thermes. Ses quatre faces sont décorées de motifs divers : un homme à la figure décorée de grappes de raisin, le visage de M. Théric, un tambourinaire d'Aix-en-Provence, une inscription en l'honneur de Sylvain Pascal et enfin trois canons en forme de tête de canard[11].